# Legal Aid Society
La Legal Aid Society à New York est le plus ancien et le plus important fournisseur de services juridiques aux indigents des États-Unis.

## Historique
Fondée en 1876 pour défendre les droits individuels des immigrants allemands qui n'avaient pas les moyens d'engager un avocat, la Société offre désormais une gamme complète de services juridiques civils, ainsi que le travail de la défense et la représentation des mineurs au tribunal de la famille. Le service de base de la société est de fournir une assistance juridique gratuite aux New-yorkais qui vivent au seuil de pauvreté ou en dessous et ne peuvent pas se permettre d'embaucher un avocat lorsqu'ils sont confrontés à un problème juridique.
La société gère plus de 200 000 affaires pénales chaque année, fournit des avocats pour plus de 30 000 enfants et représente les familles, les individus et les groupes communautaires dans plus de 30 000 cas.
Elle mène également d'importants litiges en recours collectif au nom de milliers de bénéficiaires d'aide sociale, les enfants adoptés, les familles sans-abri, les personnes âgées pauvres, les détenus de Rikers Island et prisonniers.
À New York, le groupe agit comme une agence pour les avocats de contrat pour les prévenus.

## Présidents
- Arthur von Briesen : 1890-1916

## Attorney-in-chief
- Charles K. Lexow (en) : 1876
- Cornelius P. Kitchel (en) : 1905-1906
- Steven Banks : 2011

## Autres personnalités liées à la structure
- Mary Philbrook (avocate)